# Eparquía de Ptolemaida en Fenicia de los maronitas
La eparquía titular de Ptolemaida en Fenicia de los maronitas (en latín: Eparchia Ptolemaidensis in Phoenicia Maronitarum) es una eparquía titular de la Iglesia católica conferida a miembros de la Iglesia católica maronita. Corresponde a una antigua diócesis cuya sede estaba en la ciudad de Ptolemaida en Fenicia, la actual Acre en Israel. 

## Historia
Ptolemaida de Fenicia fue una sede episcopal de la provincia romana de Fenicia Primera en la diócesis civil de Oriente. Era parte del patriarcado de Antioquía y fue sufragánea de la arquidiócesis de Tiro, como se evidencia por una Notitia Episcopatuum del siglo VI.
Ptolemaida fue perdida por el Imperio bizantino y cayó en manos del Califato ortodoxo en 638. 
La ciudad fue llamada San Juan de Acre por los cruzados, quienes la conquistaron en 1104 y la transformaron en una diócesis de rito latino sufragánea del patriarcado latino de Jerusalén. Este patriarca se trasladó a Acre en 1244 y desde 1263 administró la diócesis de San Juan de Acre hasta la caída de la ciudad en 1291 a manos del sultán Jalil, que puso fin a la presencia europea latina en Tierra Santa.

### Sede titular
Una sede titular católica es una diócesis que ha cesado de tener un territorio definido bajo el gobierno de un obispo y que hoy existe únicamente en su título. Continúa siendo asignada a un obispo, quien no es un obispo diocesano ordinario, pues no tiene ninguna jurisdicción sobre el territorio de la diócesis, sino que es un oficial de la Santa Sede, un obispo auxiliar, o la cabeza de una jurisdicción que es equivalente a una diócesis bajo el derecho canónico.
La diócesis de Ptolemaida en Fenicia fue restablecida como eparquía titular de Ptolemaida en Fenicia de los maronitas en el siglo XVIII y fue conferida por primera vez por la Santa Sede al obispo Gabriel mencionado en 1743. Fue suprimida en 1890 y restaurada en 1919. De nuevo suprimida en 1933 y de nuevo restaurada en 1956.

## Cronología de los obispos

### Obispos de la sede titular
- Gabriel † (mencionado en 1743)[6]
- Youhanna Helou † (1786 consagrado-19 de diciembre de 1814 confirmado patriarca de Antioquía de los maronitas)
- Toubia Aoun † (19 de marzo de 1841-31 de diciembre de 1844 nombrado archieparca de Beirut)[7]
- Luis José El-Khazen † (23 de febrero de 1919-22 de febrero de 1933 falleció)
- Camilo Zaidan † (13 de agosto de 2011-16 de junio de 2012 nombrado archieparca de Antelias)
- José Mouawad (16 de junio de 2012-14 de marzo de 2015 nombrado eparca de Zahlé)
- Pablo Abdel Sater (28 de julio de 2015[8] -15 de junio de 2019 nombrado archieparca de Beirut de los maronitas)
- Antonio Aukar, O.A.M., desde el 15 de junio de 2019[9]